# Hötorget

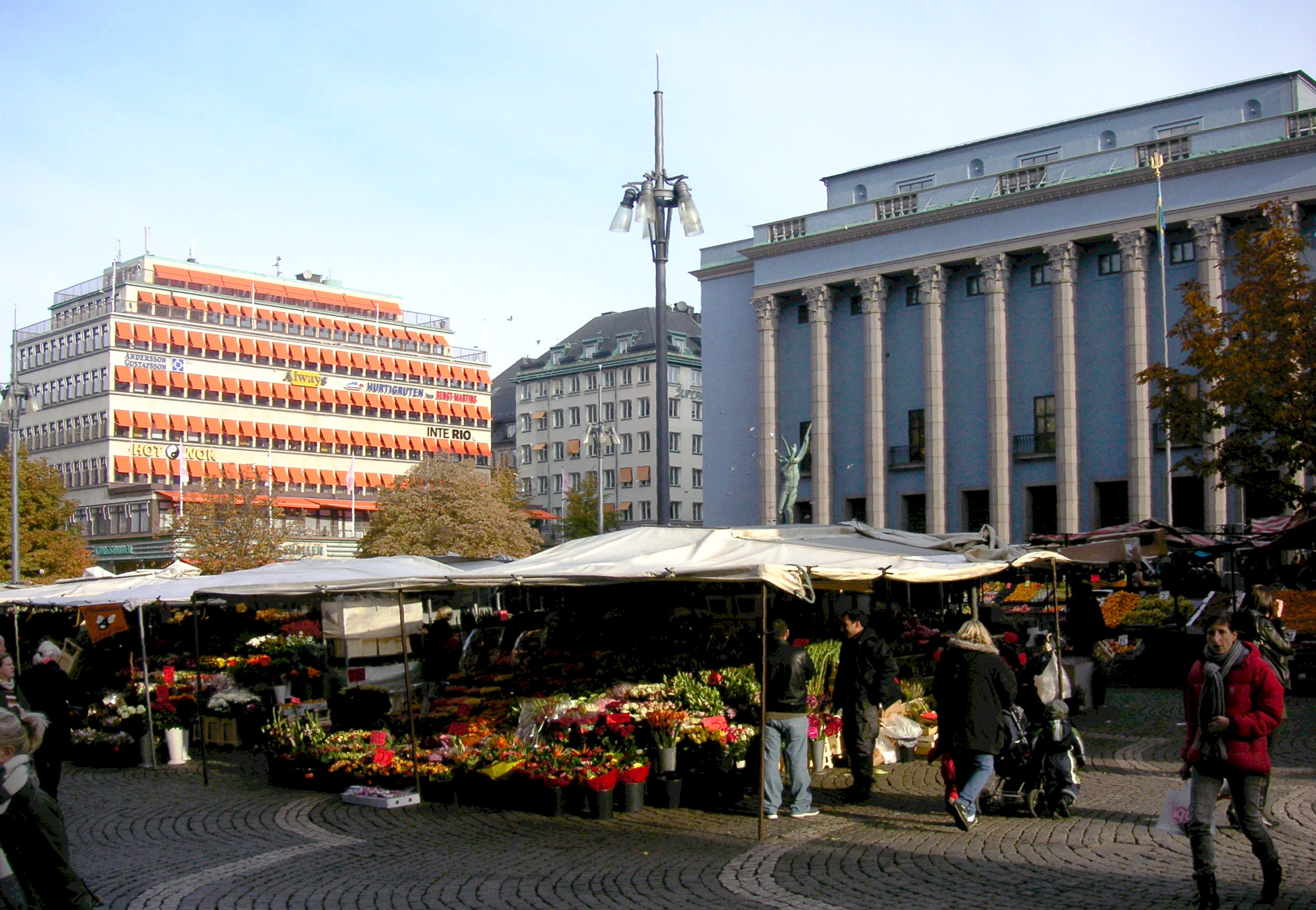
Hötorget (2007)

Hötorget – plac targowy znajdujący się w centrum Sztokholmu, stolicy Szwecji. 
Plac należał do klasztoru św. Klary, a od 1640 stał się ważnym ośrodkiem handlu paszą, mlekiem, warzywami i mięsem, do dziś pełniąc tę funkcję.
Budynki otaczające plac wzniesiono w XX wieku. Najnowszy jest kompleks kinowy z przeszklonym frontem z 1996. Dom towarowy PUB pochodzi z 1916, a Konserthuset z 1926. Na placu stoi fontanna Orfeusgruppen z 1936.
Przy placu znajduje się stacja metra Hötorget.